# Vriesea penduliflora
Vriesea penduliflora là một loài thuộc chi Vriesea. Đây là loài đặc hữu của Brasil.